# Franc Kosel
Franc Kosel, slovenski strojni inženir, * 1. september 1943, Mišače.

## Življenje
Srednjo tehniško šolo je zaključil v Kranju, 1964–1969 je študiral na Fakulteti za strojništvo v Ljubljani, po diplomi in enoletni vojaški obveznosti je bil asistent za predmete Mehanika in Matematika na isti fakulteti. 1973 je zagovarjal magisterij znanosti na statično-konstruktivni smeri. Leta 1974 je po obrambi disertacije Stabilnostni problem dvakrat sovisne stene z uporabo funkcij kompleksne spremenljivke, ki spada na področje geometrijske nelinearne mehanike, pridobil doktorat tehniških znanosti. 1975 je bil izvoljen za docenta, 1985 za izrednega in 1992 za rednega profesorja za mehaniko. Do upokojitve 2015 je bil predstojnik katedre za mehaniko, predstojnik oddelka za letalstvo in vodja laboratorija za nelinearno mehaniko. Dva mandata (1997–2001) je bil dekan Fakultete za strojništvo. 

## Delo
Specializiral se je za področje nelinearne mehanike konstrukcij in konstrukcijskih elementov, izdelanih iz kovinskih, nekovinskih in kompozitnih gradiv, ter za področje geometrijsko in snovno nelinearne mehanike konstrukcijskih elementov, ki so izdelani iz gradiv z oblikovnim spominom. Geometrijsko je optimiziral lopatice vodilnikov reverzibilne vodne turbine, aksialnih in radialnih turbopuhal s stališča optimalne mase in izkoristka ter stabilnost vitkega aeroprofila v fluidnem toku, ki predstavlja točko bimodalnega odziva aeroelastičnega sistema, kjer se flutter aeroprofila in flutter plošče pojavita istočasno. Raziskoval je vpliv dinamičnega temperaturnega polja na življenjsko dobo gradiv za delo v vročem, zaostale napetosti v strojnih elementih po toplotni in mehanski obdelavi, mehanska stanja v toplotno in mehansko statično in dinamično obremenjenih gradivih, ki predstavljajo mikromehanske obremenitvene kolektive (razpoke v heterogenem gradivu, vpliv oksidnih klinov in drugi vključki v osnovni matrici gradiva). Določil je optimalno število plasti nekovinskih kompozitnih gradiv, vrsto gradiva in orientacijo vlaken posameznega sloja glede na obliko in na način obremenitve konstrukcijskega elementa. Raziskoval je vzroke za nastanek napak v večslojnih kompozitnih konstrukcijskih elementih in problem razslojevanja. Sem spada tudi statika in dinamika protiprebojnih plošč in lupin in izdelava neprebojne vojaške čelade za jugoslovansko vojsko.
Optimiral je nosilne konstrukcije in konstrukcijske elemente iz kovinskih in nekovinskih gradiv. Z delovnimi organizacijami je sodeloval pri razvoju mobilnih drobilnic kapacitete 25.000 kN/h, s tovarno ISKRA v Kranju pri izdelavi elastičnih elementov za mikrostikala, s tovarno PAP - Ljubljana je na novo oblikoval čelade iz nekovinskih kompozitnih gradiv, z ETI iz Izlak je geometrijsko optimiziral instalacijske odklopnike za varovanje električnih naprav proti preobremenitvi in kratkemu stiku, s tovarno LEK Ljubljana ter z lesno in kemično industrijo pri projektiranju in dimenzioniranju cilindričnih nadtlačnih in podtlačnih posod ter silosov, izdelanih iz kovinskih in nekovinskih kompozitnih gradiv, z jedrsko elektrarno Krško in Termoelektrarno pri sanaciji uparjalnika in parnega kotla, kjer so se pojavile razpoke na ceveh, s tovarno ELAN iz Begunj na Gorenjskem pri optimizaciji slalomskih in veleslalomskih smuči carving.
Znanstvene in strokovne dosežke je predstavil kot avtor ali v soavtorstvu v 138 člankih v mednarodnih revijah ter na 282 konferencah doma in v tujini. Ima tudi 110 poročil o raziskovalnih delih, izvedenih projektih in elaboratih. Pod njegovim mentorstvom je diplomiralo 200 študentov, naziv magister tehniških znanosti je doseglo 15 kandidatov in naziv doktor tehniških znanosti 28 njegovih kandidatov. 

## Nagrade in priznanja
- 1976 nagrada Rastko Stojanović na jugoslovanskem kongresu za teoretično in uporabno mehaniko v Sarajevu
- 2001 medalja za sodelovanje med FS UL in Tehnično univerzo v Bratislavi
- 2011 zlata plaketa Univerze v Ljubljani
- 2018 Nagrada za življenjsko delo, Zveza strojnih inženirjev Slovenije
- 2024 zaslužni profesor Univerze v Ljubljani